# Батько-Нищук Оксана Василівна
Оксана Василівна Батько́-Нищук (27 вересня 1973, Коломия — 7 жовтня 2016, Київ)  — українська акторка. Заслужена артистка України. Дружина Євгена Нищука.

## Життєпис
Народжена 27 вересня 1973 року в Коломиї Івано-Франківської області, нині Україна.
Закінчила Коломийську СШ № 1, факультет театрального мистецтва Київського національного університету театрального мистецтва ім. В. Карпенка-Карого.
Дебютна роль — Мавка у виставі «Лісова пісня» Лесі Українки, завдяки цьому в 1993 році її прийняли до Національного академічного драматичного театру імені Франка.
7 жовтня 2016 року Євген Нищук повідомив, що його дружина Оксана Батько-Нищук померла уві сні. Прощання з покійною відбулось у столичному театрі ім. Івана Франка. Провести в останню дорогу прийшли прем'єр-міністр Володимир Гройсман, віце-прем'єр-міністр В'ячеслав Кириленко, міський голова Києва Віталій Кличко, Людмила Денісова. Оксану поховали на Байковому кладовищі.

## Ролі в театрі
- Мавка — «Лісова пісня» Лесі Українки
- Мавпочка — «Острігайся лева» Я. Стельмаха
- Ірина — «Три сестри» А. Чехова
- Рене — «Маркіза де Сад» Юкіо Місіми
- Мавра — «Брате Чичиков» за М. Гоголем
- Корделія — «Король Лір» В. Шекспіра
- Біс в образі прекрасної діви — «Буквар Миру» Г. Сковороди
- Та, котра сама — «Божественна самотність (Оксана)» О. Денисенка
- Бабуся — улюблениця Д'Артаньяна — «Ех, мушкетери, мушкетери…» Є. Євтушенка
- Джессіка — «Істерія» Террі Джонсона
- Міріам — «Голгофа» Лесі Українки
- знялась у короткометражному фільмі.[7]

## Сім'я
Чоловік — актор, міністр культури, «голос Майдану» Євген Нищук. Син — Олекса.